# Tetsu Shiratori
Tetsu Shiratori (白鳥 哲, Shiratori Tetsu) est un seiyū japonais, né le 21 mars 1972 à Tokyo.

## Doublages notables
(mars 2013).

### Anime
- 1998 : Brain Powered de Yoshiyuki Tomino : Yuu Isami
- 1999 : Infinite Ryvius de Gorō Taniguchi : Kouji Aiba
- 2000 : Boogiepop Phantom de Takashi Watanabe : Yasushi Sanada
- 2001 : S-CRY-ed de Gorō Taniguchi : Kyouji Mujyou
- 2002 : SaiKano de Mitsuko Kase : Atsushi
- 2002 : Mobile Suit Gundam Seed de Mitsuo Fukuda : Sai Argyle
- 2003 : Wolf's Rain de Tensai Okamura : Retriever
- 2003 : Texhnolyze de Hirotsugu Hamazaki : Messenger, Representative from Class
- 2003 : Fullmetal Alchemist de Seiji Mizushima : Kain Fuery
- 2004 : Gankutsuou: The Count of Monte Cristo de Mahiro Maeda : Beauchamp
- 2004 : Mobile Suit Gundam Seed Destiny de Mitsuo Fukuda : Narrateur, Sai Argyle
- 2005 : GUNxSWORD de Gorō Taniguchi : Researcher
- 2005 : Full Metal Panic! The Second Raid de Yasuhiro Takemoto : Woo
- 2006 : xxxHOLiC de Tsutomu Mizushima : Esprit
- 2006 : La Corda D'Oro: primo passo de Reiko Yoshida : Concours Judge
- 2006 : Code Geass: Lelouch of the Rebellion de Gorō Taniguchi : Lloyd Asplund
- 2006 : Strain: Strategic Armored Infantry de Tetsuya Watanabe : Cedi
- 2007 : Polyphonica : Yokio
- 2007 : Seirei no moribito de Kenji Kamiyama : Rice Store's Young Master
- 2007 : Blue Dragon de Yukihiro Matsushita : Deathroy
- 2008 : Blue Dragon: Trials of the Seven Shadows : Desuroi
- 2008 : Code Geass: Lelouch of the Rebellion R2 de Gorō Taniguchi : Lloyd Asplund
- 2008 : Slayers Revolution de Takashi Watanabe : Sorcerer
- 2008 : Mobile Suit Gundam 00 Second Season de Seiji Mizushima : Andrei Smirnov
- 2009 : Clannad After Story de Tatsuya Ishihara : Employé
- 2009 : Fullmetal Alchemist: Brotherhood de Yasuhiro Irie : Gluttony, Han
- 2010 : Demon King Daimao de Takashi Watanabe : Yata-garasu
- 2011 : Fairy Tail de Shinji Ishihira : Zancrow
- 2011 : Fujilog : Takahashi
- 2012 : The Knight in the Area de Hirofumi Ogura : Leonardo Silva
- 2012 : Horizon in the Middle of Nowhere II : Felipe Segundo
- 2017 : Digimon Universe: Appli Monsters de Gō Koga : Fakemon
- 2018 : Free! Dive to the Future : Kurimiya Kon
- 2020 : Cagaster of an Insect Cage de Koichi Chigira : Mercantile District Head

### Jeux
- Sengoku Basara 3 (Mogami Yoshiaki)
- Super Robot Wars series (Andrei Smirnov)

### Films
- Fullmetal Alchemist the Movie: Conqueror of Shamballa (Master Sergeant Kain Fuery)

### Doublage
- Teen Titans : Les Jeunes Titans (Puppet King)

### Tokusatsu
- Kaizoku Sentai Gokaiger (Yokubarido)
- Zyuden Sentai Kyoryuger (Debo Doronboss)
- Doubutsu Sentai Zyuohger (Halbergoi)
- Uchu Sentail Kyuanger (Inda)
- Kaitou Senail Lupinranger VS Keisatsu Sentai Patranger